# Ivan Ladislav Galeta
Ivan Ladislav Galeta est un réalisateur de films expérimentaux croate né le 9 mai 1947 à Vinkovci – mort le 7 janvier 2014 à Zagreb. Il était le directeur de l'Institut du film de Zagreb.

## Principaux films
- Water Pullu
- WAL(L)ZEN
- PiRâMídas

## Vidéos
- TV ping-pong (1975./78.)
- Media Game 1 (1978.)
- Drop (1979.)
- Railway station – Amsterdam (1979.)
- Lijnbaangracht Centrum (1979.)
- No 1, 2,3,4 (1979.)
- Post Card (1983.)
- Pismo / Letter (1995.)
- Endart No 1 (2000.)
- Endart No 2 (2001.)
- Endart No 3 (2003.)

## Articles sur Ladislav Galeta
- Yann Beauvais, « Ladislav Galeta et la question de la symétrie », Sole Medere Pede Ede Perede Melos, GRUPPEN Editions, 2015.